# Ligne de Knutange - Nilvange à Algrange-Rochonvillers
La ligne de Knutange - Nilvange à Algrange-Rochonvillers (historiquement appelée la ligne de Hayange à Algrange) est une ligne ferroviaire française de la Moselle, à écartement standard. Elle était à double voie entre Hayange, Knutange - Nilvange et Algrange, puis à voie unique au-delà.
Mise en service en deux étapes par la Direction générale impériale des chemins de fer d'Alsace-Lorraine (EL) au début des années 1880 et 1890, avant d'être exploitée par l'Administration des chemins de fer d'Alsace et de Lorraine (AL). Puis le service des voyageurs est fermé en 1939, seul le trafic marchandises persiste tout en déclinant jusqu'aux fermetures qui interviennent en 1987 et 1991. La ligne est ensuite déclassée et les rails déposés.
Entre la gare de Hayange et celle de Knutange-Nilvange, distantes d'environ 2,4 km, les deux voies de la ligne reliant Thionville à Longuyon et au-delà, ainsi que les deux voies de la ligne reliant Hayange à Algrange, occupent la même plate-forme, qui supporte donc quatre voies. Une cinquième voie reliant la gare de Hayange à la mine Victor, à Hayange, occupait cette même plate-forme sur environ 1,2 km, avant d'être déposée vers 1952.

## Histoire

### Chronologie
La section entre Hayange et Algrange, d'une longueur de 4,45 km est ouverte le 1er juin 1882.
L'ouverture officielle au public a lieu le 4 janvier 1892 en même temps que l'inauguration de la section d'Algrange à Algrange-Rochonvillers. Cette deuxième section mesure 1,658 km. La desserte voyageurs est assurée entre Hayange et Algrange, le reste de la ligne étant réservé au trafic marchandises.
Le 6 mai 1939, le service voyageurs est définitivement arrêté à cause de la concurrence avec la ligne de tramway de la vallée de la Fensch. Il reprend partiellement lors de l'occupation allemande pendant la Seconde Guerre Mondiale mais s'arrête une fois celle-ci terminée.
La section entre Algrange-Saint-Barbe et Algrange-Rochonvillers (PK 14,200 à 15,858) est déclassée par décret le 12 novembre 1954.
La ligne décline au fur et à mesure de la fermeture des différentes mines qu'elle desservait. Le trafic entre Algrange et Algrange-Rochonvillers est arrêté le 1er décembre 1987, le déclassement étant prononcé de manière rapide dès le mois de mai de l'année suivante pour libérer l'emprise afin de permettre la construction d'un foyer pour personnes âgées. La section restante entre Hayange et Algrange reste ouverte quelques années de plus, la neutralisation intervenant le 1er janvier 1990 suivi par le déclassement prononcé le 20 septembre 1991 et la dépose de la voie qui se déroule en 1992.

### Électrification
La ligne est électrifiée en 25 kV – 50 Hz. La mise sous tension a lieu le 16 septembre 1955, la ligne bénéficiant en fait de l'électrification de celle de Mohon à Thionville.

## Caractéristiques

### Tracé
La totalité de la ligne se situe dans le département de la Moselle. La ligne a physiquement son origine en gare de Hayange (mais administrativement en gare de Knutange - Nilvange), où elle est reliée à la ligne de Mohon à Thionville,, pour rejoindre son terminus, la gare d'Algrange-Rochonvillers (jouxtant l'entrée de la mine de Rochonvillers).

## Exploitation
Cette courte ligne a connu un trafic très important grâce aux mines de fer qu'elle desservait. Lors de l'électrification de celle-ci, le trafic assuré en majorité par les locomotives à vapeur 150 X est repris par les locomotives électriques CC 14100. Le trafic diminuant de manière importante avec la fermeture des mines, la ligne est mise à voie unique en 1975, puis connaît une suppression de sa signalisation le 2 juin 1980.
Cette ligne desservait l'ancienne usine sidérurgique de Knutange grâce à deux gares : celle de Knutange-Nilvange, située à quelques centaines de mètres de l'entrée de l'usine, pour le transport des marchandises et des voyageurs, et la gare d'Algrange, principalement utilisée pour le transport de matières commerciales. Chaque gare gérait aussi les embranchements vers le réseau intérieur, qui s'étendait, lors du développement maximal de l'usine vers 1960, sur plus de 80 km de voie normale. La gare d'Algrange était alors, au début des années 1960, la plus importante gare de fret de toute la région Est.